# 森本一夫
森本 一夫（もりもと かずお、1970年3月5日 - ）は日本のイラン学者。東京大学教授。第1回ファーラービー国際賞を2008年に受賞。 

## 人物
専門分野はイスラーム史。
福間町立福間東中学校・福岡県立福岡高等学校（陸上部長距離・所属）を経て東京大学文学部東洋史学科を1992年卒業。
東京大学大学院人文科学・東洋史修士課程を1995年に修了。東京大学大学院人文社会科学研究科・アジア文化研究博士課程を1996年に中退し、東京大学東洋文化研究所助手。文部省アジア諸国等派遣留学生、北海道大学助教授を経て、東京大学にて博士号を2004年に取得。2019年より東京大学東洋文化研究所教授。
父は経済学者・森本芳樹。祖父と祖母は数学者の森本清吾・森本治枝。 伯父は天文学者・森本雅樹。